# Châtiment sans crime
Châtiment sans crime (titre original : Punishment without crime) est une nouvelle de science-fiction de Ray Bradbury.

## Parutions

### Parutions aux États-Unis
La nouvelle est parue initialement aux États-Unis dans Other Worlds Science Stories no 3 en mars 1950.
Elle a ensuite été publiée à de nombreuses reprises dans divers recueils et anthologies.

### Parutions en France
La nouvelle a été publiée en France en 1974 dans l'anthologie Histoires de robots (rééditions en 1976, 1978, 1984, 1986 et 1997).
Elle a été aussi publiée dans Un dimanche tant bien que mal, éditions Denoël, Présence du futur no 272, 1979  (ISBN 2-207-30272-5).

### Parutions dans d'autres pays
La nouvelle a été publiée :
- en néerlandais sous le titre Straf Zonder Misdaad (1957, puis 1981)[3],
- en italien sous le titre Condanna senza colpa (1959)[4], puis sous le titre Castigo senza delitto (1977)[5],
- en croate sous le titre Kazna bez zločina (1978)[6],
- en allemand sous le titre Mord an einer Puppe (1979)[7],
- en portugais sous le titre Castigo sem crime (1985)[8].

## Résumé
George Hill a recours à la société Automates SA qui, pour une importante somme d'argent, reconstitue sous forme d'androïde une personne que l'on a envie de tuer. Or George souffre d'une grande peine amoureuse : son épouse Catherine vient de tomber amoureuse de Leonard, et il rêve de la tuer. Plutôt que de la tuer en réalité, il fait appel à cette entreprise. Il communique toutes sortes d'informations sur Catherine. Plusieurs heures après, l'androïde est prêt. Une confrontation psychologique s'engage entre l’homme et la machine. Celle-ci, dotée de faibles pouvoirs psi, devine les peurs inavouées de George et se conduit de manière que la rage s'empare de lui : il abat l'androïde Catherine de plusieurs coups de feu avant de s'évanouir. 
Au moment où il quitte les locaux de la société, il est interpellé par la police. Depuis une loi sur le respect dû aux robots et androïdes, il est interdit de leur faire du mal. Ainsi, la police réalise un vaste coup de filet en arrêtant les membres de Automates SA et ses clients, dont George. Celui-ci passe en jugement, et la loi est claire : la volonté sans équivoque de tuer quelqu'un revient à la tuer en réalité. Il est donc condamné à mort pour le « meurtre » de Catherine l'androïde.
Plus tard, la vraie Catherine vient le voir à la prison. Mais George ne veut pas la voir : comment pourrait-elle venir, puisqu'il l'a tuée ? pourquoi le condamne-t-on pour un crime qui n'en est pas un ? George a l’impression de devenir fou.